# 劉波 (射擊運動員)
劉波（1979年2月4日—），陝西西安人，中华人民共和国射击队队员。

## 生涯
劉波於1998年前是寧波體育學校的學生，隨後她加入陝西射擊隊，芮青是她的教練並在2005年晉升為國家隊一員，教練為邵建華。
在劉波未入選國家隊時，她於2004年4月的全國射擊系賽中的女子個人20米三姿步槍小項以406環奪得金牌。翌年的十運會，她最終排名第8。入選國家隊後，她在女子個人20米三姿步槍小項處贏得她第一個的世界冠軍，成績690.1環。同年，她於多哈亚运会的女子團體20米三姿步槍小項與王成意及武柳希合作以1744環的成績奪得金牌。
2006年7月，第49届射击世锦赛在克罗地亚首都萨格勒布举行，刘波未能晋级女子步枪20米三姿决赛。2007年4月舉行的美國站世界杯中，劉波未能晉身決賽，初賽成績是578環。